# SoundFX
SoundFX ist ein Trackerprogramm und war einer der ersten Ultimate-Soundtracker-Clones auf dem Amiga, welcher sich im Gegensatz zu seinem Vorbild an den Workbench-Standard hält und auch typische Bedienelemente besitzt, die dem Standard entsprechen.
Das Programm war ursprünglich ein internes Tool der Softwarefirma Linel – bis heute ist unbekannt, wie die einzelnen Versionen in die Öffentlichkeit gekommen sind. Abgesehen von geringen Änderungen im Dateiformat ist SoundFX kompatibel zu seinem Vorgänger, dem Soundtracker. Zusätzlich besteht die Möglichkeit, IFF-8SVX-Samples zu laden.
Durch saubere und bessere Programmierung des Tools gibt es auf neueren und aufgerüsteten Amiga-Computern keinerlei Abstürze oder andere Probleme. SoundFX konnte sich jedoch nicht durchsetzen, da andere auf Soundtracker aufbauende Programme bessere Funktionalität aufwiesen.